# Šúrsky kanál
Šúrsky kanál (dříve: Hlavní kanál, Obtočný kanál, Moravod, kanál Šúr, Nový Sajloch, Kanál, neoficiálně: Židovský kanál  ) je umělý odvodňovací kanál na jihozápadním Slovensku tekoucí po západním a jižním obvodu Národní přírodní rezervace Šúr. Některé zdroje ho nesprávně považují za součást vodního toku Blatiny v nejširším smyslu.
Šúrsky kanál byl vybudován v letech 1941 až 1943 židovskými vězni v rámci nucené práce a výrazné úpravy byly provedeny v letech 1956–1957. 
Do Šúrskeho kanálu je uměle zaústěn vodní tok Blatiny a také do něj ústí další vodní toky stékající ze svahů Malých Karpat. Začíná se jižně od Pezinku (tam, kde končí Viničnianský kanál, potom teče paralelně se železnicí spojující Bratislavu s Pezinkom a následně se stáčí na jihovýchod a teče přibližně po severovýchodních hranicích města Bratislava. Vlastní kanál se pak končí mezi Ivankou pri Dunaji a Zálesím, ale za vlastním kanálem (za zdymadly) tok ještě kousek (asi 1,5 km) teče v neregulované podobě, aby nakonec vyústil do Malého Dunaje ; tato krátká koncová část se oficiálně také jmenuje Šúrsky kanál a před vybudováním vlastního kanálu byla součástí hlavního toku Malého Dunaje (hlavní tok Malého Dunaje se dnes nachází trochu jižněji).